# Leo-Ferdinand Graf Henckel von Donnersmarck
Leo-Ferdinand Maria Lazarus Romwolt Wilhelm Edwin Gerhard Graf Henckel von Donnersmarck (Beuthen O.S., 26 dicembre 1935 – Berlino, 23 luglio 2009) è stato uno storico, pubblicista e imprenditore tedesco.

## Biografia
Apparteneva ad una famiglia aristocratica detenente il rango comitale, e il suo bisavolo era Guido Henckel von Donnersmarck, celebre politico tedesco del XIX secolo e grande imprenditore; suo figlio Florian ha vinto l'Oscar per il miglior film con Le vite degli altri, mentre suo fratello è l'abate e teologo Gregor von Henckel-Donnersmarck; suo nipote fu il politico Karl-Theodor zu Guttenberg.
Henckel von Donnersmarck si è laureato in diritto penale all'Università di Vienna, e successivamente si è legato all'impresa aerea della Deutsches Lufthansa, divenendone uno dei principali promotori; inoltre, con il ricavato personale delle grandi industrie Henckel von Donnersmarck, che ha fatto chiudere nel 1996, insieme ad un altro membro del sovrano militare ordine di Malta, il conte Costantin von Brandenstein-Zeppelin, ha comprato alcuni terreni per l'ordine in Baviera, ed è stato presidente dell'Associazione Tedesca dell'ordine cavalleresco di Malta per ben due volte, prima succedendo a Karl zu Löwenstein-Wetheim-Rosenberg, e poi al principe Erich von Lobkowitz come presidente dell'Associazione Tedesca dell'Ordine cavalleresco di Malta.
Oltre ad aver promosso le attività culturali e monastiche dell'ordine, Henckel von Donnersmarck ha promosso in Germania un surrogato della riforma proposta all'ordine teutonico nel XIX secolo, iniziando all'interno dell'ordine un corpo che si occupasse del mantenimento della tradizione storica dell'ordine, ricopiando i manoscritti ad esso affidati, ricostruendo nei particolari la sua storia, aggiornando gli archivi. Questa riforma non piacque al Gran Maestro Angelo de Mojana di Cologna, ma invece fu mantenuta sotto la reggenza del gran maestro Andrew Bertie dal 2008.
Insieme a Albrecht von Metternich-Sándor e Friedhelm von Estorff, Henckel von Donnermarck è stato autore di una monumentale opera storica sull'ordine, scrivendone per primo la completa cronologia e inoltre si è particolarmente occupato dello studia delle genealogia dei suoi membri, e in questo compito è stato aiutato dall'archivista Franz Josef von Bülow, con il quale è stato anche autore di una cronologia e di un albero genealogico delle famiglie reali europee; Henckel von Donnersmarck nel 1997 ha pubblicato il Capitolo Generale dell'Ordine Sovrano militare di Malta, e dal 2000 è stato pubblicista per la rivista cristiana Forum Deutscher Katholiken. Inoltre il conte ha consegnato a Tom Cruise il premio per il film Operazione Valchiria, nel quale impersonava il conte von Stauffenberg.

## Ascendenza
|                                             |                       |                                   | Genitori                                |  |  | Nonni |  |  | Bisnonni                            |  |  | Trisnonni                     |  |
|                                             |                       |                                   |                                         |  |  |       |  |  | Lazarus IV Henckel von Donnersmarck |  |  | Hugo Henckel von Donnersmarck |  |
|                                             |                       |                                   |                                         |  |  |       |  |  | Lazarus IV Henckel von Donnersmarck |  |  | Hugo Henckel von Donnersmarck |  |
|                                             |                       | Laura von Hardenberg              |                                         |  |  |       |  |  | Lazarus IV Henckel von Donnersmarck |  |  |                               |  |
| Edwin Henckel von Donnersmarck              |                       |                                   |                                         |  |  |       |  |  | Lazarus IV Henckel von Donnersmarck |  |  |                               |  |
|                                             |                       | Marie von Schweinitz und Krain    | Guido von Schweinitz und Krain          |  |  |       |  |  |                                     |  |  |                               |  |
|                                             |                       | Marie von Schweinitz und Krain    | Guido von Schweinitz und Krain          |  |  |       |  |  |                                     |  |  |                               |  |
|                                             |                       | Marie von Schweinitz und Krain    | Flora Karoline Mathilda von Hilvety     |  |  |       |  |  |                                     |  |  |                               |  |
| Friedrich-Carl Henckel von Donnersmarck     |                       | Marie von Schweinitz und Krain    |                                         |  |  |       |  |  |                                     |  |  |                               |  |
|                                             |                       | Bedřich Karel Kinský              | Josef Kinsky von Wchinitz und Tettau    |  |  |       |  |  |                                     |  |  |                               |  |
|                                             |                       | Bedřich Karel Kinský              | Josef Kinsky von Wchinitz und Tettau    |  |  |       |  |  |                                     |  |  |                               |  |
|                                             |                       | Bedřich Karel Kinský              | Maria Czernin von Chudenitz             |  |  |       |  |  |                                     |  |  |                               |  |
| Wilhelmine Marie Kinský                     |                       | Bedřich Karel Kinský              |                                         |  |  |       |  |  |                                     |  |  |                               |  |
|                                             |                       | Sophie von Mensdorff-Pouilly      | Alphons Friedrich von Mensdorff-Pouilly |  |  |       |  |  |                                     |  |  |                               |  |
|                                             |                       | Sophie von Mensdorff-Pouilly      | Alphons Friedrich von Mensdorff-Pouilly |  |  |       |  |  |                                     |  |  |                               |  |
|                                             |                       | Sophie von Mensdorff-Pouilly      | Therese von Dietrichstein               |  |  |       |  |  |                                     |  |  |                               |  |
| Leo-Ferdinand Graf Henckel von Donnersmarck |                       | Sophie von Mensdorff-Pouilly      |                                         |  |  |       |  |  |                                     |  |  |                               |  |
|                                             | Günther von Zitzewitz | Wilhelm Theophil von Zitzewitz    |                                         |  |  |       |  |  |                                     |  |  |                               |  |
|                                             | Günther von Zitzewitz | Wilhelm Theophil von Zitzewitz    |                                         |  |  |       |  |  |                                     |  |  |                               |  |
|                                             | Günther von Zitzewitz | Hedwig von Puttkamer              |                                         |  |  |       |  |  |                                     |  |  |                               |  |
| Gerhard von Zitzewitz                       | Günther von Zitzewitz |                                   |                                         |  |  |       |  |  |                                     |  |  |                               |  |
|                                             |                       | Marie von der Marwitz             | Adalbert von der Marwitz                |  |  |       |  |  |                                     |  |  |                               |  |
|                                             |                       | Marie von der Marwitz             | Adalbert von der Marwitz                |  |  |       |  |  |                                     |  |  |                               |  |
|                                             |                       | Marie von der Marwitz             | Maria Anna Henrichsdorff                |  |  |       |  |  |                                     |  |  |                               |  |
| Anna-Ilse von Zitzewitz                     |                       | Marie von der Marwitz             |                                         |  |  |       |  |  |                                     |  |  |                               |  |
|                                             |                       | Maximilian von Stegmann und Stein | Wilhelm von Stegmann und Stein          |  |  |       |  |  |                                     |  |  |                               |  |
|                                             |                       | Maximilian von Stegmann und Stein | Wilhelm von Stegmann und Stein          |  |  |       |  |  |                                     |  |  |                               |  |
|                                             |                       | Maximilian von Stegmann und Stein | Louise von Bornack                      |  |  |       |  |  |                                     |  |  |                               |  |
| Elsa von Stegmann und Stein                 |                       | Maximilian von Stegmann und Stein |                                         |  |  |       |  |  |                                     |  |  |                               |  |
|                                             |                       | Anna von Prittwitz und Gaffron    | Constantin von Prittwitz und Gaffron    |  |  |       |  |  |                                     |  |  |                               |  |
|                                             |                       | Anna von Prittwitz und Gaffron    | Constantin von Prittwitz und Gaffron    |  |  |       |  |  |                                     |  |  |                               |  |
|                                             |                       | Anna von Prittwitz und Gaffron    | Olga von Zitzewitz                      |  |  |       |  |  |                                     |  |  |                               |  |
|                                             |                       | Anna von Prittwitz und Gaffron    |                                         |  |  |       |  |  |                                     |  |  |                               |  |

| Controllo di autorità | VIAF (EN) 95562780 · GND (DE) 138957576 |